# Szoba kilátással (film, 1985)
A Szoba kilátással (A Room with a View) egy 1985-ben bemutatott brit filmdráma James Ivory rendezésében. A forgatókönyv E. M. Forster azonos című műve alapján Ruth Prawer Jhabvala írta.

## Szereplők
| Szereplő                     | Színész              | Magyar hang       |
| ---------------------------- | -------------------- | ----------------- |
| Charlotte Bartlett           | Maggie Smith         | Földi Teri        |
| Lucy Honeychurch             | Helena Bonham Carter | Lengyel Kati      |
| Mr. Emerson                  | Denholm Elliott      | Dobránszky Zoltán |
| George Emerson               | Julian Sands         | Fekete Zoltán     |
| Mr. Arthur Beebe tiszteletes | Simon Callow         | Balázsi Gyula     |
| Mr. Eager tiszteletes        | Patrick Godfrey      | Bodor Tibor       |
| Eleanor Lavish               | Judi Dench           | Kassai Ilona      |
| Cecil Vyse                   | Daniel Day-Lewis     | Rékasi Károly     |
| Mrs. Vyse                    | Maria Britneva       | Bessenyei Emma    |
| Freddy Honeychurch           | Rupert Graves        | Holl Nándor       |
| Mrs. Marian Honeychurch      | Rosemary Leach       | ?                 |
| Miss Catharine Alan          | Fabia Drake          | ?                 |
| Miss Teresa Alan             | Joan Henley          | ?                 |
| Sir Harry Otway              | Peter Cellier        | ?                 |
| Minnie Beebe                 | Mia Fothergill       | ?                 |

## Forgatás
A filmet nagyrészt Firenzében, Londonban és Sevenoaks falu környékén forgatták. Lucy eljegyzéses buliját az Emmetts Gardenben vették fel. A Chiddingstone közelében lévő Foxwold-házat Honeychurchék rezidenciájaként használták, és a környéken lévő mesterséges tó is látható a filmben. Két évvel a forgatás után, 1987-ben egy vihar elpusztította a kerteket és a környező erdő egy részét.

## Fogadtatás

### Bevétel
A film 3 millió dollárba került és az Amerikai Egyesült Államokban 20 966 644 dollárt hozott, a nemzetközi bevétele nem ismert.

### Kritikai reakciók
A film főként pozitív kritikákat kapott a kritikusoktól, 100%-os minősítésre értékelték a Rotten Tomatoes oldalán. A neves filmkritikus, Roger Ebert négy csillagból négyet adott a filmnek: "Szellemi film, de intellektuális és érzelmes is: arra ösztönöz bennünket, hogy úgy gondolkodjunk ahogy érzünk, ahelyett, hogy csak az érzéseinkre hagyatkozunk."

## Filmzene
1. „O mio babbino caro” (Gianni Schicchi –  Giacomo Puccini-től)– Kiri Te Kanawa és a Londoni Szimfonikus Zenekar, vezényelt: Sir John Pritchard
2. „The Pensione Bertollini”
3. „Lucy, Charlotte, and Miss Lavish See the City”
4. „In the Piazza Signoria”
5. „The Embankment”
6. „Phaeton and Persephone”
7. „Chi il bel sogno di Doretta” (La Rondine – Puccini-től) – Kiri Te Kanawa és a Londoni Szimfonikus Zenekar, vezényelt: John Pritchard
8. „The Storm”
9. „Home, and the Betrothal”
10. „The Sacred Lake”
11. „The Allan Sisters”
12. „In the National Gallery”
13. „Windy Corner”
14. „Habanera” (Carmen – Georges Bizet-től)
15. „The Broken Engagement”
16. „Return to Florence”
17. „End Titles”

## Fordítás
- Ez a szócikk részben vagy egészben  az   A Room with a View (1985 film) című angol Wikipédia-szócikk fordításán alapul.  Az eredeti cikk szerkesztőit annak laptörténete sorolja fel. Ez a jelzés csupán a megfogalmazás eredetét és a szerzői jogokat jelzi, nem szolgál a cikkben szereplő információk forrásmegjelöléseként.